# Ковалёвка (Крым)
Ковалёвка (до 1945 года Каймачи́; укр. Ковалівка, крымскотат. Qaymaçı, Къаймачы) — исчезнувшее село в Раздольненском районе Республики Крым, располагавшееся на юге района, в Каймачинской балке степного Крыма, примерно в 2,5 километрах южнее современного села Чехово.

### Динамика численности населения
| - 1806 год — 124 чел. - 1864 год — 7 чел. - 1889 год — 44 чел. - 1892 год — 7 чел. | - 1900 год — 76 чел. - 1915 год — 121/9 чел. - 1926 год — 157 чел. |

## История
Первое документальное упоминание села встречается в Камеральном Описании Крыма… 1784 года, судя по которому, в последний период Крымского ханства Кемъндже входил в Шейхелский кадылык Козловскаго каймаканства. После присоединения Крыма к России (8) 19 апреля 1783 года, (8) 19 февраля 1784 года, именным указом Екатерины II сенату, на территории бывшего Крымского ханства была образована Таврическая область и деревня была приписана к Евпаторийскому уезду. После павловских реформ, с 1796 по 1802 год входила в Акмечетский уезд Новороссийской губернии. По новому административному делению, после создания 8 (20) октября 1802 года Таврической губернии, Каймачи был включён в состав Хоротокиятской волости Евпаторийского уезда.
По Ведомости о волостях и селениях, в Евпаторийском уезде с показанием числа дворов и душ… от 19 апреля 1806 года в деревне Каймачи числилось 11 дворов, 121 крымский татарин и 3 ясыров. На военно-топографической карте генерал-майора Мухина 1817 года деревня Каймаше обозначена с 12 дворами. После реформы волостного деления 1829 года Камкачи, согласно «Ведомости о казённых волостях Таврической губернии 1829 года» отнесли к Аксакал-Меркитской волости (переименованной из Хоротокиятской). На карте 1836 года в деревне 29 дворов, как и на карте 1842 года.
В 1860-х годах, после земской реформы Александра II, деревню приписали к Курман-Аджинской волости. В «Списке населённых мест Таврической губернии по сведениям 1864 года», составленном по результатам VIII ревизии 1864 года, Каймачи — владельческая татарская деревня, с 7 дворами, 7 жителями и мечетью при балкѣ Донузлавѣ. По обследованиям профессора А. Н. Козловского 1867 года, вода в колодцах деревни была пресная, а их глубина колебалась от 10 до 15 саженей (21—33 м). Согласно «Памятной книжке Таврической губернии за 1867 год», деревня была покинута жителями в 1860—1864 годах, в результате эмиграции крымских татар, особенно массовой после Крымской войны 1853—1856 годов, в Турцию, но оставалась «под тем же названием» (с примечанием «новых поселенцев нет»). На трехверстовой карте Шуберта 1865—1876 года в деревне Кайманчи обозначено 10 дворов. В «Памятной книге Таврической губернии 1889 года», по результатам Х ревизии 1887 года, в деревне Каймачи числилось 8 дворов и 44 жителя. На верстовой карте 1890 года в Каймачи 11 дворов с русско-татарским населением. Согласно «…Памятной книжке Таврической губернии на 1892 год», в деревне Каймачи, входившей в Дениз-Байчинский участок, было 7 жителей в 2 домохозяйствах.
Земская реформа 1890-х годов в Евпаторийском уезде прошла после 1892 года, в результате Каймакчи приписали к Агайской волости.
По «…Памятной книжке Таврической губернии на 1900 год» в деревне числилось 76 жителей в 10 дворах. По Статистическому справочнику Таврической губернии. Ч.II-я. Статистический очерк, выпуск пятый Евпаторийский уезд, 1915 год, в деревне Каймачи Агайской волости Евпаторийского уезда числилось 26 дворов с татарским населением в количестве 121 человек приписных жителей и 9 — «посторонних», из которых 66 мужчин и 64 женщины. Жители владели 820 десятинами удобной земли. В хозяйствах имелось 89 лошадей, 12 коров и 490 голов мелкого скота.
После установления в Крыму Советской власти, по постановлению Крымревкома от 8 января 1921 года № 206 «Об изменении административных границ» была упразднена волостная система и село вошло в состав Бакальского района Евпаторийского уезда, а в 1922 году уезды получили название округов. 11 октября 1923 года, согласно постановлению ВЦИК, в административное деление Крымской АССР были внесены изменения, в результате которых округа были отменены, Бакальский район упразднён и село вошло в состав Евпаторийского района. Согласно Списку населённых пунктов Крымской АССР по Всесоюзной переписи 17 декабря 1926 года, в селе Каймачи, центре Каймачинского сельсовета Евпаторийского района, числилось 35 дворов, из них 32 крестьянских, население составляло 157 человек, из них 141 татарин и 16 русских. После создания 15 сентября 1931 года Фрайдорфского (переименованного в 1944 году в Новосёловский) еврейского национального района Каймачи, вместе с сельсоветом, включили в его состав. По данным всесоюзной переписи населения 1939 года в селе проживало 207 человек.
В 1944 году, после освобождения Крыма от фашистов, согласно Постановлению ГКО № 5859 от 11 мая 1944 года, 18 мая крымские татары были депортированы в Среднюю Азию. С 25 июня 1946 года Каймачи в составе Крымской области РСФСР. Указом Президиума Верховного Совета РСФСР от 21 августа 1945 года Каймачи был переименован в Ковалёвку и Каймачинский сельсовет — в Ковалёвский. 25 июля 1953 года Новоселовский район был упразднен и село включили в состав Раздольненского. Ликвидировано до 1954 года, поскольку в списке упразднённых после этой даты сёл отсутствует.